# Steve Martin
Stephen Glenn „Steve“ Martin (* 14. srpna 1945, Waco, Texas) je americký herec, komik, spisovatel, dramatik, producent, hudebník a skladatel. Je držitelem pěti cen Grammy, jedné ceny Emmy a Čestné ceny Akademie. V roce 2004 byl stanicí Comedy Central zařazen na šesté místo v seznamu 100 největších stand-up komiků.
Do povědomí veřejnosti se dostal v 60. letech 20. století jako scenárista The Smothers Brothers Comedy Hour, za kterou získal v roce 1969 cenu Emmy a později několikrát uváděl pořad Saturday Night Live. V 80. letech 20. století se začal věnovat herectví a stal se úspěšným hercem, zahrál si například ve filmech Mrtví muži nenosí skotskou sukni (1982), Tři Amigos (1986), Špinaví, prohnilí lumpové (1988), Trhák pana Bowfingera (1999) a Looney Tunes: Zpět v akci (2003). Hrál také ve spoustě rodinných filmech, například Rodičovství (1989), Hlava rodiny (1991), Dvanáct do tuctu (2003) a Dvanáct do tuctu 2 (2005).
V roce 2015 Martin zahájil celostátní turné s komikem Martinem Shortem. V roce 2018 vydali společný seriál Steve Martin and Martin Short: An Evening You Will Forget for the Rest of Your Life, který obdržel čtyři nominace na cenu Emmy. V letech 2021 a 2022 vytvořil a hrál v komediálním seriálu Jen vraždy v budově společnosti Hulu po boku Martina Shorta a Seleny Gomez. Za svůj výkon byl nominován na ocenění Zlatý Glóbus a cenu Emmy.